# Usine Stellantis de Valenciennes
SMAN Valenciennes
L'Usine Stellantis de Valenciennes est une usine du groupe automobile Stellantis située à Trith Saint Léger près de Valenciennes, spécialisé dans la production de boîtes de vitesses. À sa fondation, cette usine était l'usine de la « Société de Mécanique Automobile du Nord » (SMAN).

## Histoire
En 1979-1980, PSA décide d'augmenter son potentiel industriel en construisant deux usines supplémentaires : Trémery pour la fabrication des moteurs, et Valenciennes pour les boîtes de vitesses. Moins de 18 mois sont nécessaires pour la création et la mise en service de ces nouvelles usines dont le coût d’investissement atteint 6 milliards de francs.
Le 18 juin 2009, Roland Vardenaga, Directeur Industriel du groupe PSA, inaugure une extension d'unité de 7 000 m² portant la superficie du site à 49 000 m². Celle-ci est opérationnelle en février 2010 et porte alors la capacité de production journalière à 2 625 boîtes de vitesses de type MCP et MCM. Cette extension aura coûté au groupe PSA la somme de 83 millions d'euros. 
En 2011, le groupe annonce un nouvel investissement de 220 millions d'euros pour produire une boîte de vitesses à double embrayage à sept rapports à 400 000 unités par an. L'effectif du centre de recherche sera porté de 50 à 110.

### Fabrication
Le site fabrique quatre types de boîtes de vitesses :
- la boîte manuelle 5 vitesses BE lancée en 1981,
- la boîte automatique AL4 lancée en 1997,
- la boîte 6 vitesses Mécanique Compacte Pilotée (MCP) lancée en 2006, qui permet une réduction de 3 à 5 % des consommations et émissions de CO2 grâce à sa gestion électronique optimale de l’embrayage et du passage des rapports,
- enfin, la boîte Mécanique Compacte Manuelle (MCM) lancée fin 2007 et dérivée de la boîte pilotée MCP. Elle participe également à la baisse de la consommation de carburant et d’émission de CO2, pouvant aller jusqu’à 5 % suivant les adaptations.

Les boîtes de vitesses issues du site de Valenciennes équipent 52 % des véhicules commercialisés par les marques Peugeot et Citroën.
- Pour Peugeot : 206, 207, 307 (Argentine), 308, 407, 807, 1007, Partner, Expert, 406 Nigeria, 405 Iran.
- Pour Citroën : C2, C3, C3 Picasso, C4, C4 Picasso, Xsara Picasso, C5, C8, Jumpy, Berlingo, Xantia Iran, ZX Chine.
- Fiat : Ulysse, Scudo
- Lancia : Phedra.

Pour l'année 2008, la cadence journalière est de 7 900 boîtes. Avec plus de 30 millions de boîtes fabriquées à cette date, le site de Valenciennes est une référence mondiale en termes de fabrication de boîtes de vitesses.
En 2018, PSA conclu un accord pour l'assemblage sous licence de boites de vitesses automatiques EAT6 d'Aisin.